# ماثيو بيتش
ماثيو بيتش (بالإنجليزية: Matthew Beach)‏ هو لاعب تايكوندو نيوزيلندي، ولد في 22 ديسمبر 1977 في غلدفورد في المملكة المتحدة.

## وصلات خارجية
- ماثيو بيتش على موقع TaekwondoData.com (الإنجليزية)
- ماثيو بيتش على موقع أوليمبيديا (الإنجليزية)
- ماثيو بيتش على موقع اللجنة الأولمبية النيوزيلندية (الإنجليزية)